# Casa loco
Casa loco is een studioalbum van de Amerikaanse jazzgitarist Steve Khan. Het kan echter ook een livealbum genoemd worden, want alles direct ingespeeld. Khan had weer problemen met platenlabels en moest alles weer zelf uit eigen portemonnee betalen: 17.500 Amerikaanse dollars. Het album werd in twee dagen opgenomen in de Media Sound geluidsstudio. Badrena "zong" (beter: gebruikte zijn stem) op dit album en hij bespeelde ook elektronische percussie, hetgeen overigens nauwelijks opvalt. Het album verscheen in Japan direct op compact disc, in de Verenigde Staten kwam het album pas uit in 1990, via het Antilleslabel van Island Records. Beide cd-versies zijn in 2012 moeilijk verkrijgbaar.
De muziek op het album heeft een meer rockier klank, richting Weather Report. De platenhoes was weer van Jean-Michel Folon.

## Musici
- Steve Khan – gitaar
- Anthony Jackson – basgitaar
- Steve Jordan – slagwerk
- Manolo Badrena – percussie, stem

## Muziek
| Nr. | Titel                                                     | Duur  |
| --- | --------------------------------------------------------- | ----- |
| 1.  | The breakaway (Khan, Jackson, Jordan, Badrena)            | 3:10  |
| 2.  | Casa loco (Khan, Jackson, Jordan, Badrena)                | 12:27 |
| 3.  | Penetration (Steve Leonard)                               | 6:15  |
| 4.  | Some sharks (Khan, Jackson, Jordan, Badrena)              | 7:18  |
| 5.  | Uncle Roy (Khan)                                          | 9:18  |
| 6.  | The suitcase (for Folon) (Khan, Jackson, Jordan, Badrena) | 5:01  |

Opmerkingen:
- The Suitcase zou later de titel worden van een livealbum van Khan
- de titel lijkt weliswaar Spaans maar is het niet; Khan had hem bedacht, maar zowel zijn vrouw als Badrena dachten dat Khan wel wist wat hij deed, pas later vertelde de toen inmiddels ex-vrouw van Khan dat de juiste titel Casa loca moest zijn.